# Ferdinand Ullrich

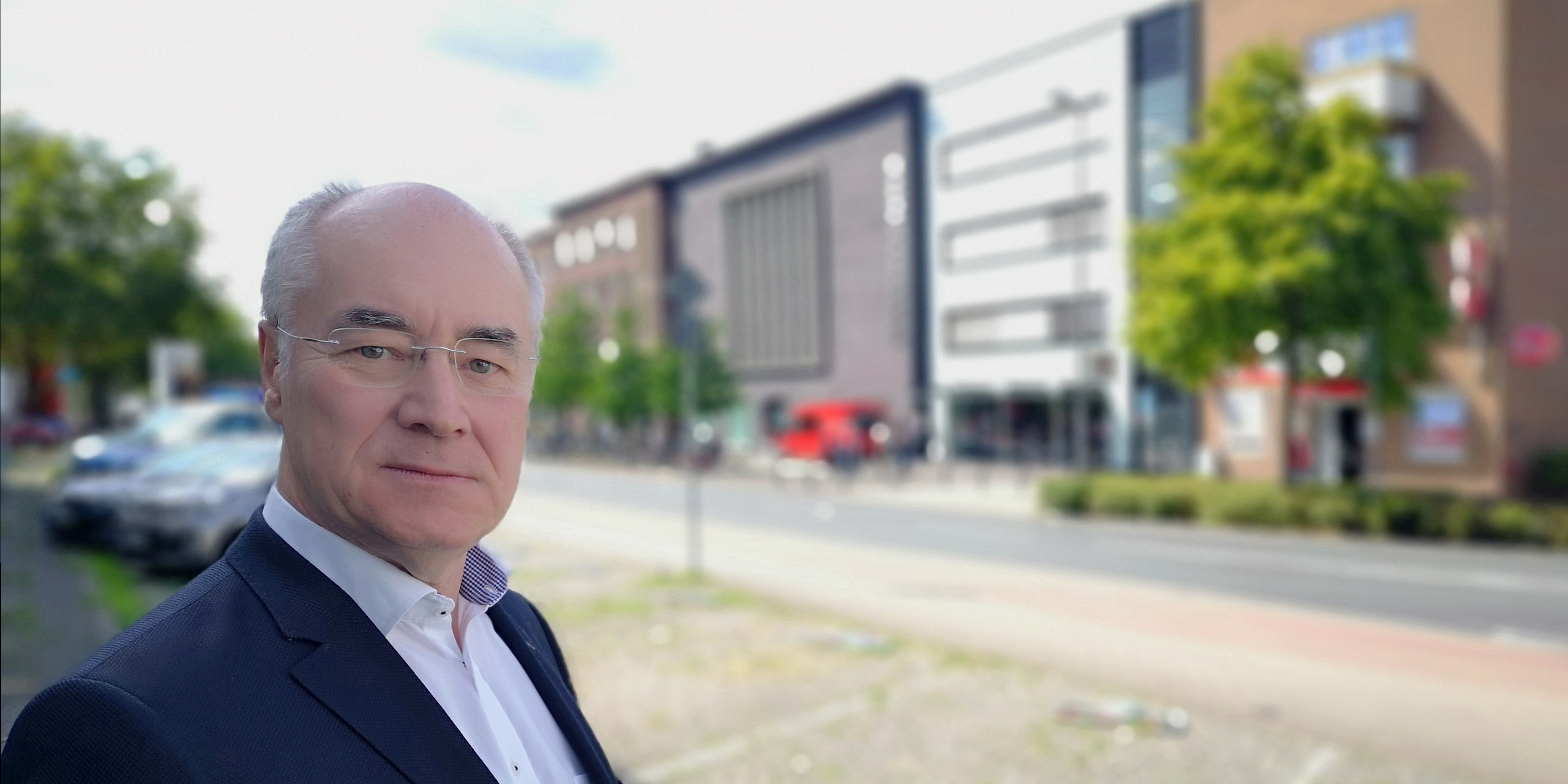
Ferdinand Ullrich (2018)

Ferdinand Ullrich (* 1951 in Thannhausen) ist ein deutscher Kunsthistoriker, Kurator, Künstler, Museumsdirektor, Hochschullehrer und Designer.

## Werdegang
Von 1972 bis 1978 studierte  Ullrich Kunst an der Kunstakademie Münster. Er war Meisterschüler bei Timm Ulrichs und schloss das Studium mit dem Staatsexamen ab. Von 1978 bis 1982 war er im Schuldienst in Recklinghausen tätig. Zeitgleich begann er 1978 ein Studium der Kunstgeschichte, Philosophie und Pädagogik an der Ruhr-Universität Bochum unter anderem bei Max Imdahl, Gottfried Boehm und Bernhard Kerber, das er 1982 abschloss. 1990 wurde Ferdinand Ullrich mit einer Doktorarbeit über die Künstlergruppe »junger westen« promoviert.

## Tätigkeiten

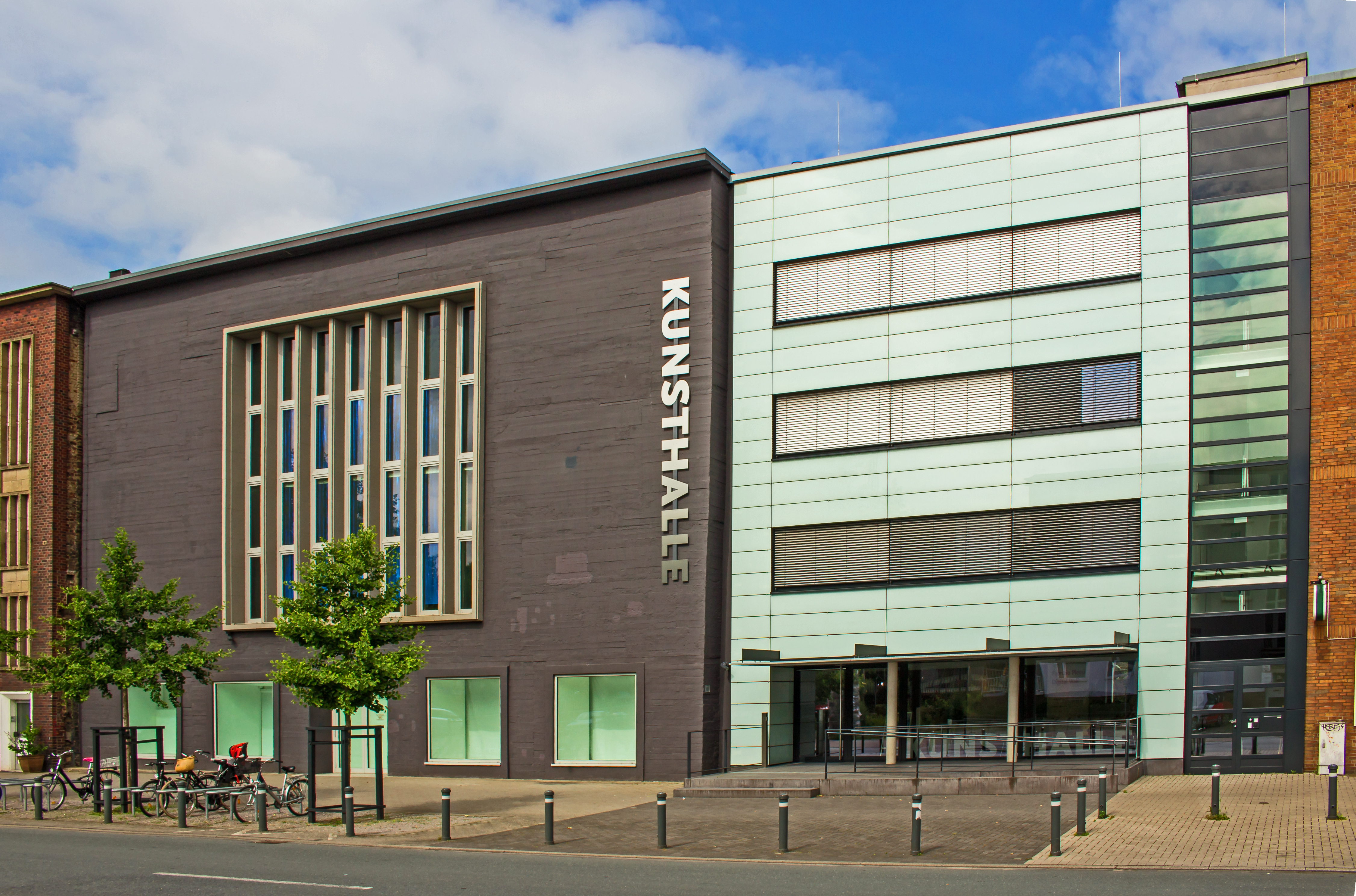
Kunsthalle Recklinghausen

1981 wurde Ferdinand Ullrich stellvertretender Direktor der Museen der Stadt Recklinghausen. Von 1988 bis 2017 war er Direktor der Museen der Stadt Recklinghausen und leitete vor allem die Kunsthalle Recklinghausen. Dort verantwortete er Ausstellungen unter anderem zu Jannis Kounellis, Per Kirkeby, Ayşe Erkmen, Henry Moore, Barry Flanagan, Günther Förg, Konrad Klapheck, Jan Fabre und Daniel Buren.
Seit 1998 wirkt Ullrich als Lehrbeauftragter, seit 2002 als Honorarprofessor für Kunst und Öffentlichkeit an der Kunstakademie Münster. Von 2003 bis 2005 leitete er das Ausstellungsprogramm des Wewerka-Pavillons in Münster, dem Ausstellungsraum der Kunstakademie Münster. 2004 wurde er Leiter des jährlichen Malereiprojektes der Kunstakademie Münster in Zusammenarbeit mit dem Landschaftsverband Westfalen-Lippe.
Von 2015 bis 2017 war  Ullrich Sprecher der RuhrKunstMuseen.